# 大口馬胃虫
大口馬胃虫（たいこううまいちゅう、学名：Draschia megastoma）とは、ウマの胃に寄生する線虫の1種。体長は♂6―10cm、♀8-14cm。中間宿主はハエ類であり、プレパテント・ピリオドは約2か月。大口馬胃虫は宿主の寄生部位に炎症性病変を形成することがある。